# Nicolas Faret
Nicolas Faret, né à Bourg-en-Bresse le 11 avril 1600 et mort le 8 septembre 1646, est un homme d'État et homme de lettres français.

## Biographie
Il était secrétaire du comte d’Harcourt. Il fit partie des premières réunions organisées par Conrart, qui préparèrent l'Académie française, et devint un des premiers membres de cette Académie française, dont il fut même chargé de dresser le projet. Il est le premier occupant du fauteuil numéro 9 de l'Académie française et participe à la fondation de cette institution en 1634.
Il fut lié avec Vaugelas, Saint-Amant qu’il engagea le comte d’Harcourt à protéger et qui lui fit la réputation de trop aimer le lieu avec lequel rimait son nom :
Chère rime de cabaret,
Mon cœur, mon aimable Faret.
Cette conduite a pareillement été relevée par Nicolas Boileau dans ces vers : 
Ainsi tel autrefois qu’on vit, avec Faret,
Charbonner de ses vers les murs d’un cabaret
Pellisson, avec l’exagération ordinaire de ses louanges en l’honneur des premiers académiciens, lui trouve beaucoup de pureté et de netteté dans le style, beaucoup de génie pour la langue et pour l’éloquence.
Il a laissé des Poésies, dans divers recueils du temps, et quelques ouvrages en prose, notamment 
- Des Vertus nécessaires à un prince (Ibid., 1623, in-4°) [1];
- l’Honnête homme ou l’Art de plaire à la cour (Ibid., 1630)[2],
- et une traduction de l’Abrégé de l'histoire romaine d’Eutrope (Paris, 1621, in-18).

On a également de lui : 
- Histoire chronologique des Ottomans, publiée à la suite de l’Histoire de Georges Castriot (Paris, 1621, in-4°) ;
- des Lettres, dans le Recueil de lettres nouvelles (Paris, 1627, in-8°)[3].

## Source
- Gustave Vapereau, Dictionnaire universel des littératures, Paris, Hachette, 1876, p. 765